# جيمس إس. أكيرمان
جيمس إس. أكيرمان (بالإنجليزية: James S. Ackerman)‏ هو مؤرخ معماري ومؤرخ أمريكي، ولد في 8 نوفمبر 1919 في سان فرانسيسكو في الولايات المتحدة، وتوفي في 31 ديسمبر 2016.